# Эсконтрия
Эсконтрия (лат. Escontria) — монотипный род суккулентных растений семейства Кактусовые (Cactaceae). На 2023 год, включает один вид — Escontria chiotilla, произрастающий на территории Мексики.

## Название
Родовое латинское название Escontria дано в честь дона Бласа Эсконтриа (Blas Escontría y Bustamante, 1847—1906), который был мексиканским политиком и проявлял большой интерес к научному развитию своей страны.

## Описание
Escontria chiotilla имеет столбчатую разветвленную форму, высотой в 4-7 метров с ветвями диаметром 8-12 см и 7-8 прямыми ребрами. На растении присутствуют плотные продолговатые ареолы с 1 центральной колючкой, длиной до 2 см. Радиальных колючек 10-20, длиной до 12 мм и оттенками от желтого до коричневого и серого. Цветки растения дневные, трубчатые или колоколобразные, длиной 3-4 см. Плоды шаровидные, чешуйчатые, мясистые, съедобные и имеют красновато-коричневый цвет с размерами до 5 см в диаметре.

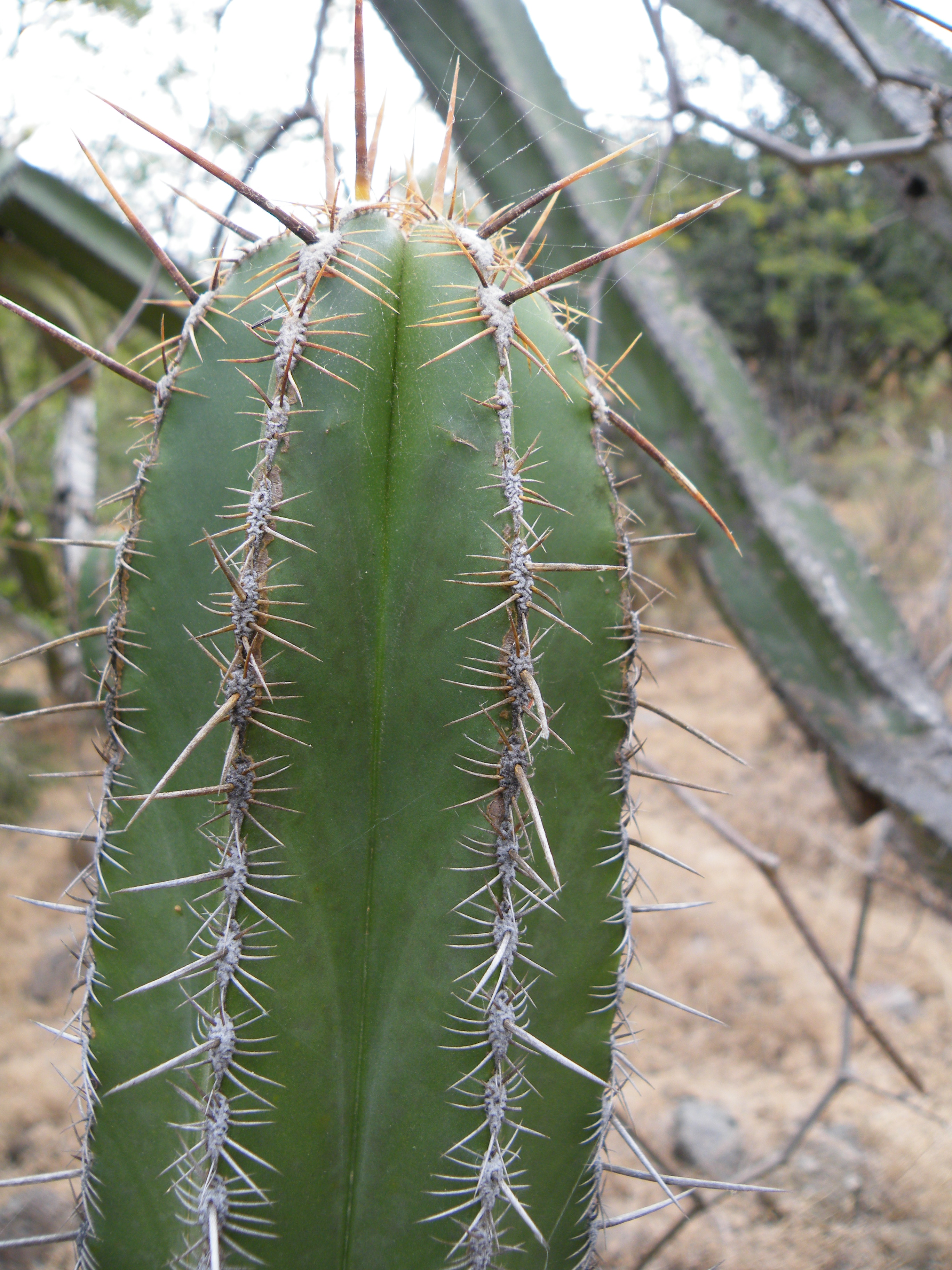
Стебель
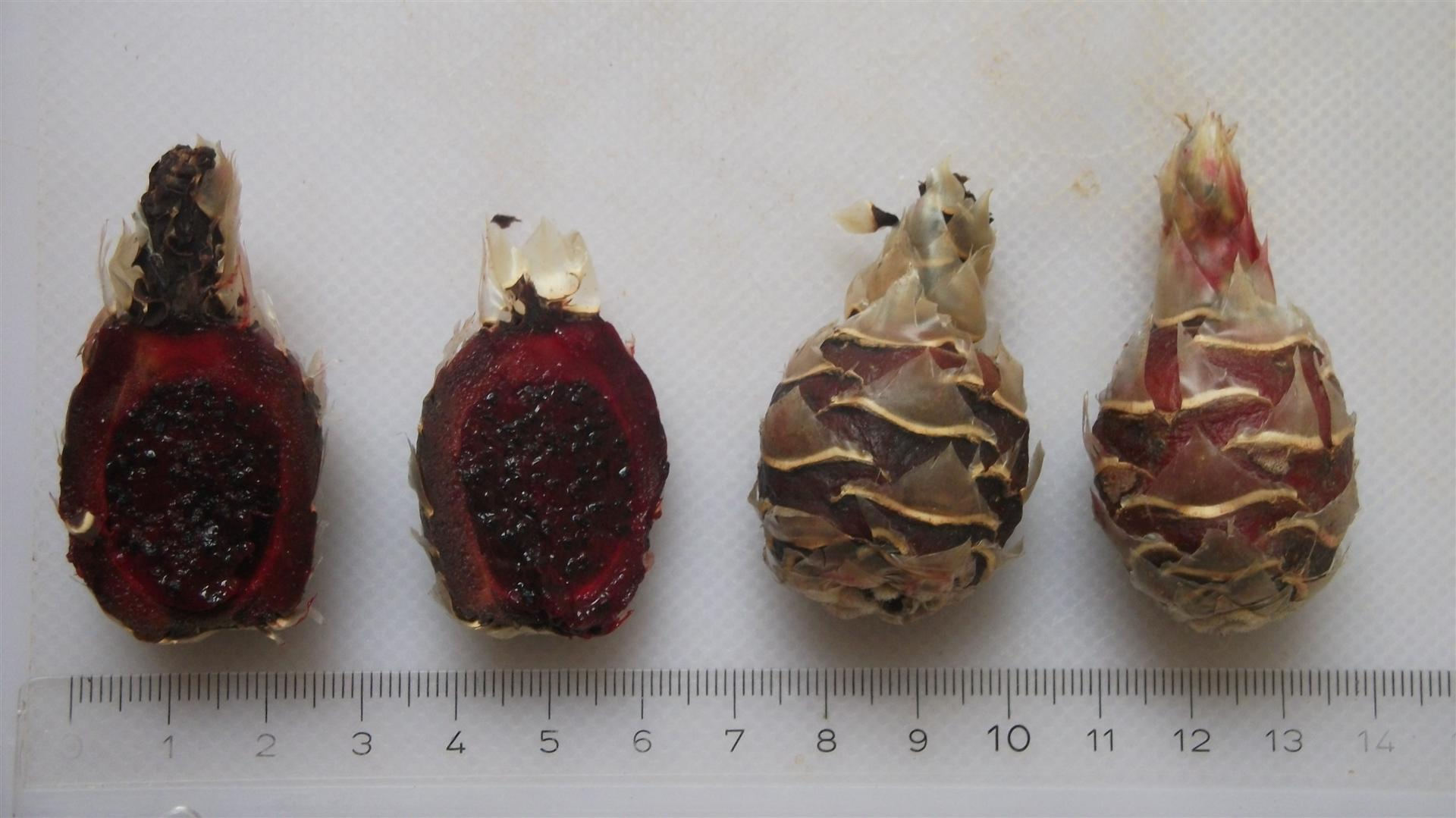
Плод

## Таксономия
Escontria Rose, первое упоминание в Contr. U.S. Natl. Herb. 10: 125 (1906).

### Виды
По данным сайта Plants of the World Online на 2023 год, род включает один подтвержденный вид:
- Escontria chiotilla (F.A.C.Weber ex K.Schum.) Rose

#### Синонимы (вида)
Гомотипные (основанные на одном и том же номенклатурном типе):
- Cereus chiotilla F.A.C.Weber ex K.Schum. (1897)
- Myrtillocactus chiotilla (F.A.C.Weber ex K.Schum.) P.V.Heath (1992)

Гетеротипные (основанные на разных номенклатурных типах):
- Myrtillocactus chiotilla f. spiralis P.V.Heath (1992)